# Conesa Entrepans
Conesa Entrepans és un establiment de restauració barceloní especialitzat en entrepans. El local, a tocar de la plaça de Sant Jaume, va obrir les portes l'any 1951.
Va ser inaugurat per Pedro Conesa en la cruïlla dels carrers Llibreteria i Paradís. En aquella cantonada hi havia una botiga de queviures on aquest hi treballava, fins que l'amo es va jubilar. Llavors, va adquirir el comerç i hi va muntar un bar. Va ser un dels primers de la capital en preparar frankfurts, que servien en pa torrat a la planxa, marca de la casa. L'any 1982, els Conesa van adquirir el local contigu, ampliant el nombre de taules. També als any vuitanta, quan la ciutat va viure el boom de les pizzeries, l'establiment va començar a servir-ne; però com la clientela es va mantenir fidel als entrepans, les pizzes van acabar desapareixent de la carta. L'any 2000, Josep Conesa, fill d'en Pedro, va heretar el negoci. Va ser en aquella època, als inicis dels 2000, quan Conesa Entrepans va esdevenir un dels pioners en vendre entrepans aptes per celíacs. En la darrera remodelació del negoci, el 2015, van afegir un espai de cuina exclusiu per als productes sense gluten.

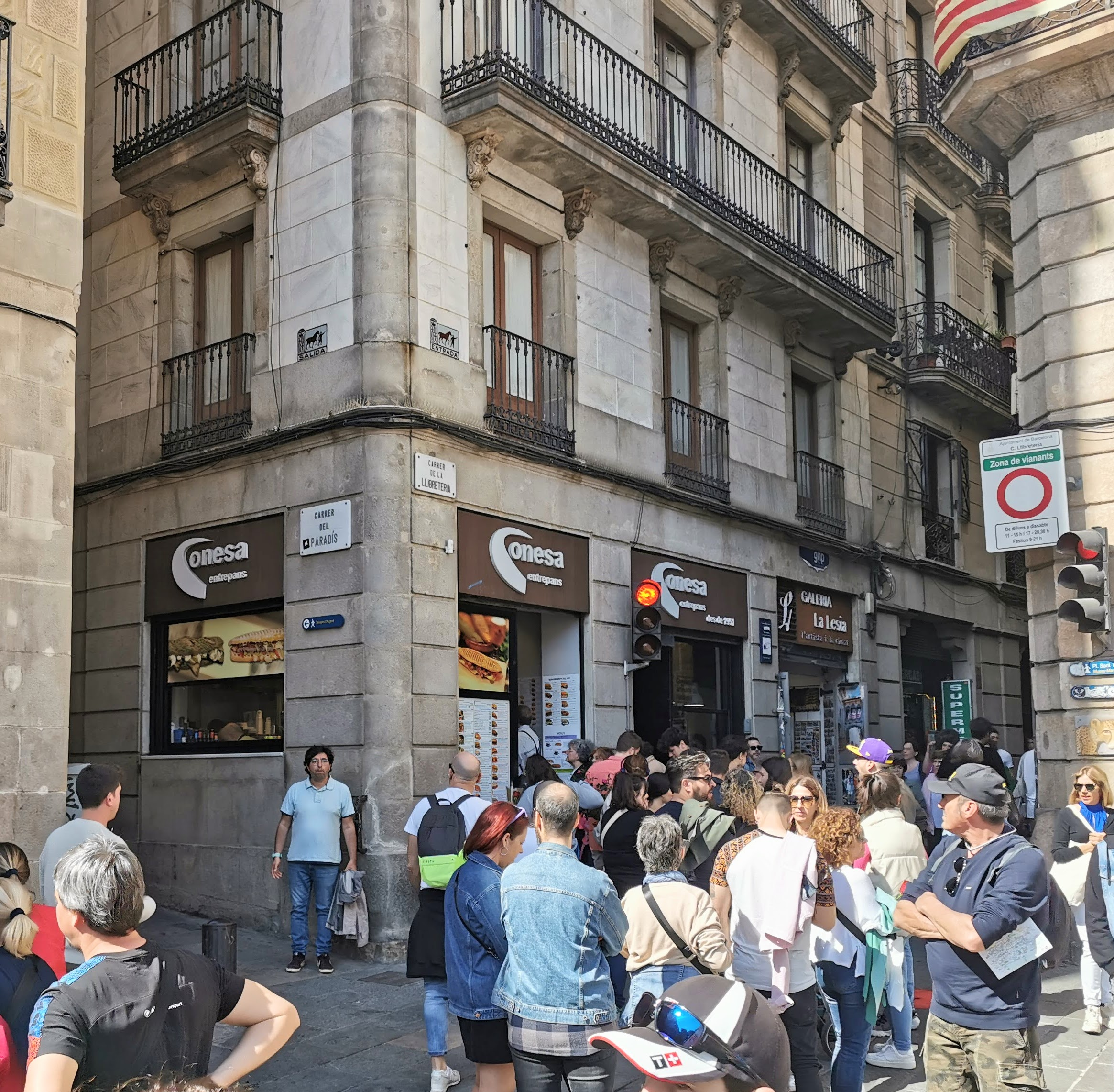
Cua per entrar al local.

Durant anys, Can Conesa va formar part de la ruta dominical de parelles i famílies catalanes, que sortien al centre de Barcelona a fer un aperitiu a la Plaça Reial, un mos al Conesa i un cafè al Mesón. El rècord del bar és de 1.700 entrepans venuts en un únic dia. No obstant, el futur de l'establiment és incert, ja que segons va declarar el propietari en una entrevista, no preveia cap relleu generacional dintre de la seva família, i el local està situat en un racó molt cobejat pel mercat immobiliari.